# Aliann Pompey
Aliann Tabitha Omalara Pompey (Georgetown, 9 marzo 1978) è un'ex velocista guyanese, specializzata nei 400 metri piani.

## Biografia
Nata in Guyana, all'età di 14 anni si è trasferita negli Stati Uniti e dal 1995 ha iniziato a prendere seriamente l'atletica leggera, finendo poi a gareggiare ai campionati NCAA per il Manhattan College. Nel 1999 debutta con i colori del paese natio ai Giochi panamericani del Canada e l'anno successivo partecipando alla sua prima edizione dei Giochi olimpici, prendendo parte alle gare di Sydney 2000. In quest'occasione fu designata quale portabandiera della delegazione nazionale, ruolo confermatole anche ad Atene 2004. Successivamente è riuscita a centrare le qualificazioni ancora per Pechino 2008 e in ultimo, prima di ritirarsi dall'attività agonistica, a Londra 2012.
In ambito internazionale sono Pompey ha conquistato una medaglia di bronzo ai Giochi panamericani di Santo Domingo del 2003 e due medaglie - di cui una d'oro - ai Giochi del Commonwealth.

## Palmarès
| Anno | Manifestazione          | Sede           | Evento      | Risultato        | Prestazione | Note             |
| ---- | ----------------------- | -------------- | ----------- | ---------------- | ----------- | ---------------- |
| 1999 | Giochi panamericani     | Winnipeg       | 400 m piani | Semifinale       | 52"65       |                  |
| 2000 | Giochi olimpici         | Sydney         | 400 m piani | Quarti di finale | 53"42       |                  |
| 2001 | Mondiali indoor         | Lisbona        | 400 m piani | Semifinale       | 53"18       |                  |
| 2001 | Mondiali                | Edmonton       | 400 m piani | Semifinale       | 51"96       |                  |
| 2002 | Giochi del Commonwealth | Manchester     | 400 m piani | Oro              | 51"63       |                  |
| 2003 | Mondiali indoor         | Birmingham     | 400 m piani | Semifinale       | 52"74       |                  |
| 2003 | Giochi panamericani     | Santo Domingo  | 400 m piani | Bronzo           | 52"06       |                  |
| 2003 | Mondiali                | Parigi         | 400 m piani | Batteria         | 52"21       |                  |
| 2004 | Giochi olimpici         | Atene          | 400 m piani | Semifinale       | 51"61       |                  |
| 2005 | Campionati CAC          | Nassau         | 400 m piani | 4ª               | 52"21       |                  |
| 2005 | Mondiali                | Helsinki       | 400 m piani | Batteria         | 53"12       |                  |
| 2006 | Mondiali indoor         | Mosca          | 400 m piani | Batteria         | 53"72       |                  |
| 2006 | Giochi del Commonwealth | Melbourne      | 400 m piani | Batteria         | 53"76       |                  |
| 2006 | Giochi CAC              | Cartagena      | 400 m piani | 8ª               | 54"11       |                  |
| 2007 | Giochi panamericani     | Rio de Janeiro | 400 m piani | Semifinale       | 53"03       |                  |
| 2007 | Mondiali                | Osaka          | 400 m piani | Semifinale       | 53"58       |                  |
| 2008 | Campionati CAC          | Cali           | 400 m piani | Batteria         | 52"08       |                  |
| 2008 | Giochi olimpici         | Pechino        | 400 m piani | Semifinale       | 50"93       |                  |
| 2009 | Mondiali                | Berlino        | 400 m piani | Semifinale       | 50"71       | Record nazionale |
| 2010 | Mondiali indoor         | Doha           | 400 m piani | 4ª               | 52"75       |                  |
| 2010 | Giochi CAC              | Mayagüez       | 200 m piani | 5ª               | 24"27       |                  |
| 2010 | Giochi CAC              | Mayagüez       | 400 m piani | Argento          | 52"33       |                  |
| 2010 | Giochi del Commonwealth | Nuova Delhi    | 400 m piani | Argento          | 51"65       |                  |
| 2011 | Campionati CAC          | Mayagüez       | 400 m piani | 4ª               | 52"02       |                  |
| 2011 | Mondiali                | Taegu          | 400 m piani | Batteria         | 53"59       |                  |
| 2012 | Mondiali indoor         | Istanbul       | 400 m piani | Semifinale       | dnf         |                  |
| 2012 | Giochi olimpici         | Londra         | 400 m piani | Semifinale       | 52"58       |                  |